# Orsinval Communal Cemetery
Orsinval Communal Cemetery is een Britse militaire begraafplaats gelegen in de Franse plaats Orsinval (Noorderdepartement). De begraafplaats wordt onderhouden door de Commonwealth War Graves Commission.
De begraafplaats telt 6 geïdentificeerde Gemenebest graven uit de Eerste Wereldoorlog.